# Indigofera colutea
Indigofera colutea là một loài thực vật có hoa trong họ Đậu. Loài này được (Burm.f.) Merr. miêu tả khoa học đầu tiên.